# Акіура-Мару
Акіура-Мару — транспортне судно, яке брало участь у операціях японських збройних сил на Тихому океані.
Судно спорудили в 1938 році на верфі Mitsubishi Dockyard & Engineering Works у Нагасакі для компанії Mitsubishi Shoji.
У вересні 1941-го судно реквізували для потреб Імперської армії Японії та на початку війни залучили до філіппінської кампанії. Ще до висадки основних сил у затоці Лінгайєн японці організували кілька малих десантів на острови в Лусонській протоці та північне завершення острова Лусон. Зокрема, 7 грудня «Акіура-Мару» та ще 4 судна вийшли з Мако (важлива база японського ВМФ на Пескадорських островах у південній частині Тайванської протоки) та вранці 10 грудня здійснили висадку на острові Лусон в Апаррі (при цьому атака американської авіації призвела до втрати тральщика W-19).
28 листопада 1942-го сіла на мілину біля узбережжя острова Парамушир (північна частина Курильского архіпелагу), проте змогло знятись з неї за допомогою фрегата «Кунаширі» і досягнути пункту призначення — острова Атту в Алеутському архіпелазі (тут японці висадились на початку літа 1942-го).
Відомо, що в липні 1943-го «Акіура-Мару» знову побувало біля Парамуширу.
Станом на лютий 1944-го судно перебувало в Південно-Східній Азії, де 17 — 23 лютого прослідувало в конвої H-18 з Маніли до острова Хальмахера (північна частина Молуккських островів).
27 лютого 1944-го «Акіура-Мару» вийшло у складі конвою з острова Хальмахера до новогвінейського Манокварі (північно-східне узбережжя півострова Чендравасіх). Опівдні 28 лютого з американського підводного човна USS Balao помітили дими конвою, що перебував на відстані більш ніж пів сотні кілометрів. Субмарина почала зближення, при цьому невдовзі занурилась, оскільки конвой мав авіаційний супровід. За чотири години по тому з наближенням вечора USS Balao сплив та продовжив погоню в надводному положенні. Ще через сім з половиною годин (уже настало 29 лютого) субмарині вдалось зайняти позицію для залпу. Протягом двох хвилин човен дав залпи з носових та кормових торпедних апаратів — спершу з відстані 2,8 км по найбільшому транспорту конвою, яким був «Акіура-Мару», а потім з дистанції 2,5 км по ньому та ще одному транспорту «Сьохо-Мару» (на момент другого залпу з кормових апаратів силуети двох транспортів частково перекривались). «Акіура-Мару» внаслідок 4 влучань торпед загорілося, вибухнуло та затонуло, загинуло 65 членів екіпажу та 497 військовослужбовців, що перебували на борту («Сьохо-Мару» також було уражене та затонуло).